# Marquis de Someruelos

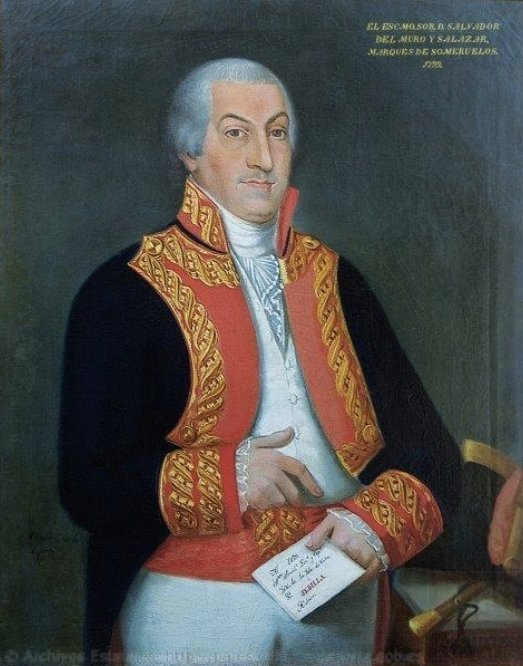
Salvador José de Muro y Salazar, marquis de Someruelos (1799), par Vicente Escobar.

Salvador José de Muro y Salazar  (6 octobre 1755 – 13 décembre 1813), 2e marquis de Someruelos (es), est un militaire et homme politique espagnol, capitaine général de Cuba de 1799 à 1812.
Successeur de Don Luis de Las Casas, il reçut en 1800 dans sa résidence le géographe allemand Alexandre de Humboldt, dénommé plus tard comme le « second inventeur de Cuba » pour ses apports à la connaissance de la nature et de la géographie cubaine. Il entreprend un effort de vaccination des populations.
Il tenta ensuite de prévenir les émeutes anti-françaises de mars 1809 à Cuba qui se déchainèrent contre les réfugiés français de Saint-Domingue à Cuba. Il eut ensuite à réprimer les révoltes et conspirations créoles de 1810 à 1812 à Cuba. Un noir libre du nom de José Antonio Aponte, entraîne les esclaves à la révolte en 1812, et met au point un plan qui doit leur rendre la liberté. Mais le complot (en) est déjoué et Aponte ainsi que plusieurs de ses hommes sont pendus. Le marquis de Someruelos saura en particulier présenter cette conspiration de 1812 comme une menace indistincte contre la communauté blanche[pas clair].